# Peugeot Tipo 125

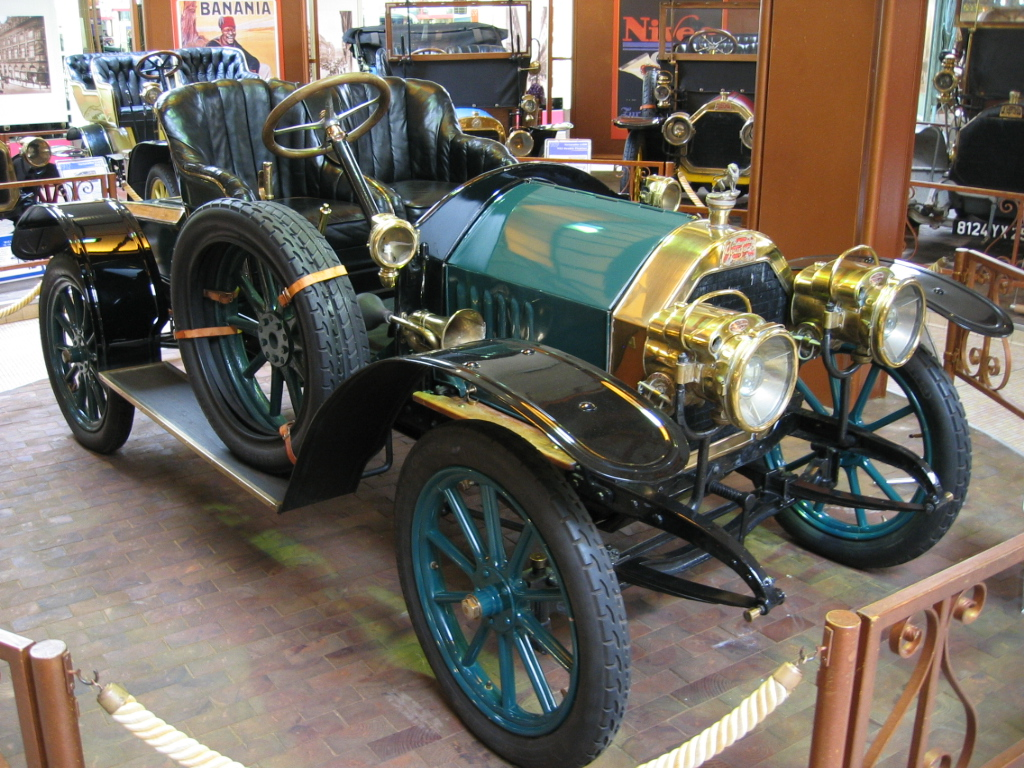
Un Peugeot Tipo 125 en el Musée de l'automobile de Sachaux

El Peugeot Tipo 125 fue un automóvil de gama media producido por Peugeot en 1910.  En menos de un año de producción, 150 unidades fueron producidas en la fábrica de Audincourt. El coche fue catalogado como deportivo; la velocidad máxima con su motor de 1.1 l era de 50 km/h.